# جان اسمیت (کاشف)
جان اسمیت (به انگلیسی: John Smith) (پیرامون ژانویه ۱۵۸۰- ۲۱ ژوئن ۱۶۳۱) سرباز، جستجوگر و نویسندهٔ انگلیسی بود. او از برای نقشش در برپایی نخستین سکونت‌گاه پایدار انگلیسی در آمریکای شمالی -جیمزتاون ویرجینیا- و نیز روابطش با سرخ‌پوستان ویرجینیا شناخته‌شده‌است.
جان اسمیت با دختر فرمانده پوهاتان ارتباط نزدیک داشت. او همچنین کاوش‌هایی هم میان رودهای ویرجینیا تا خلیج چسپیک انجام‌داد. همچنین نوشته‌های او مردان و زنان بسیاری را به کوچیدن به ینگه دنیا دلگرم‌ساخت.

## زندگی
او پیش از آمدنش به قارهٔ نو ماجراجویی‌هایی چند را از سر گذرانده‌بود. یک چند در جوانی به عنوان مزدور برای فرانسویان با اسپانیا جنگیده‌بود. چندی هم در راه استقلال هلند کوشیده‌بود. زمانی را در مدیترانه به دزدی دریایی یا بازرگانی سپری کرده‌بود و زمان دیگر به جنگ با عثمانی پرداخته‌بود. در جنگ با عثمانی و در خدمت اتریش بود که به درجهٔ سروانی رسید.

در ۱۶۰۲ تاتارهای کریمه او را به بند کشیدند و در بازار برده‌فروشان فروختند. اربابش که یک ترک بود وی را به رسم پیشکش برای معشوقهٔ یونانی‌اش به استانبول فرستاد ولی آن زن شیفتهٔ اسمیت گشت. سرانجام در زمانی که جان اسمیت را به کریمه برده‌بودند او به روسیه گریخت. از آنجا به خاک دولت لهستانی-لیتوانیایی رفت و پس از سفری به شمال آفریقا در ۱۶۰۴ به انگلستان بازگشت. 

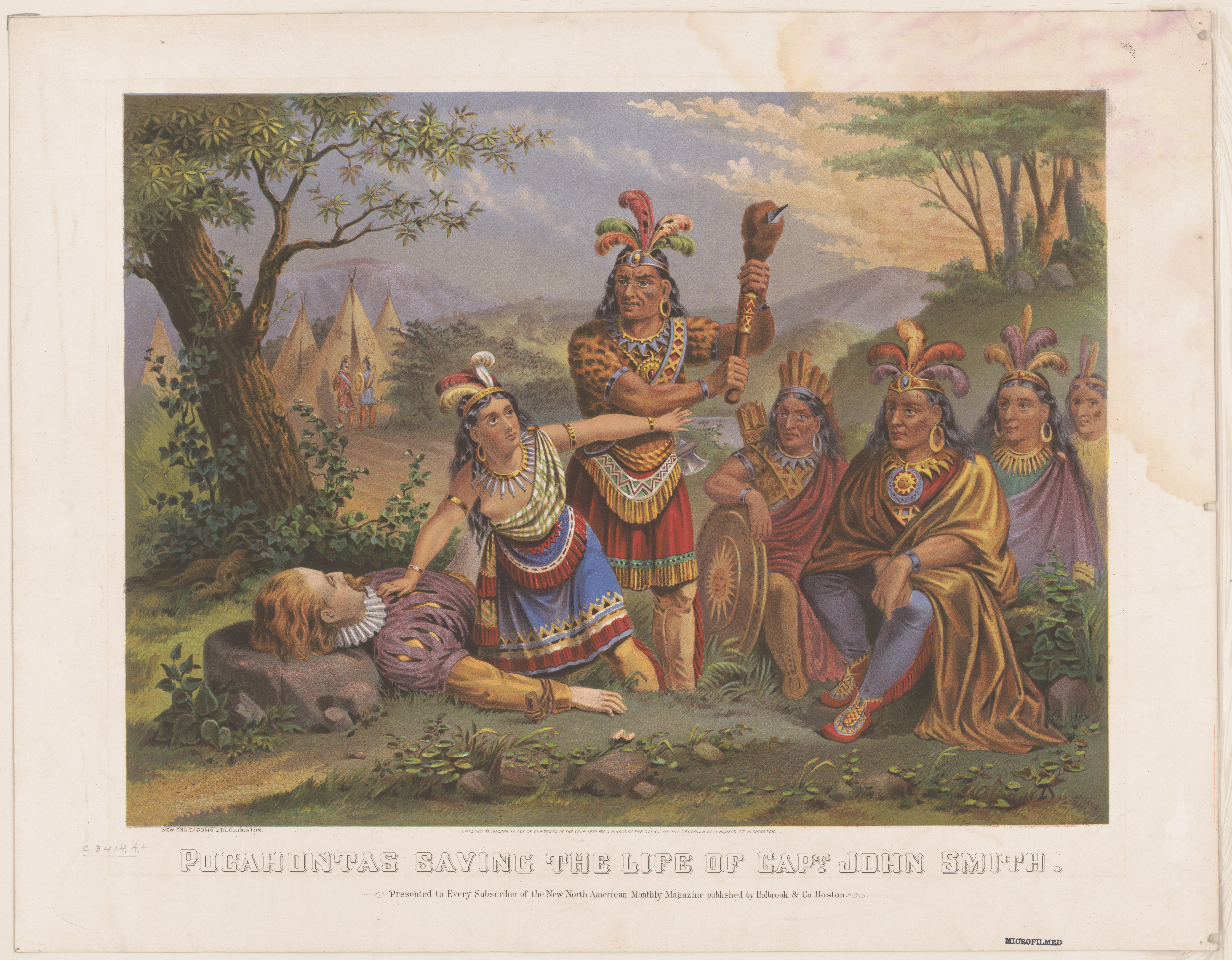
رهایی جان اسمیت از مرگ با پادرمیانی دختر فرمانده پوهاتان

در ۱۶۰۶ با کمپانی ویرجینیای لندن -که اجازهٔ راه‌اندازی یک مستعمره را از شاه گرفته‌بودند- راهی قارهٔ تازه‌شد. BRITT PHILLIPS
جیمزتاون در آمریکا بنیادنهاده شد ولی مشکلاتی چند چون نامساعد بودن آب و هوا، کمبود خوراک و تازش سرخ‌پوستان شیرازهٔ آن را به هم می‌ریخت. در ۱۶۰۷ هنگامی که اسمیت در حال کاوش سرزمین تازه‌یافته‌شده بود به دست نیروهای فرمانده پوهاتان دستگیر شد ولی -بر پایهٔ نوشتهٔ خود جان اسمیت- دختر فرمانده از کشته‌شدنش به دست پدر جلوگیری نمود. البته در راستگویی جان اسمیت جای تردید نیز هست. به هر روی این برخورد سبب دوستی میان سرخ‌پوستان و باشندگان جیمزتاون گشت. اگرچه این دوستی دیری نپایید؛ به زودی جنگی میان مستعمره‌نشینان سرخ‌پوستان درگرفت. در یکی از همین جنگ‌ها چلیک باروتی در نزدیکی اسمیت ترکید و او را به سختی زخمی نمود.
در ۱۶۰۹ جان اسمیت به انگلستان بازگشت و پس از آن دیگر هرگز پای به آمریکا نگذارد.